# World Cup (canción)
«World Cup» es una canción del youtuber y streamer estadounidense IShowSpeed. Fue lanzado el 4 de noviembre de 2022 a través de Warner Records, en honor a la Copa Mundial de la FIFA 2022. La canción ganó atención viral con el video musical con 64.2 millones de visitas y ocupando el puesto número 11 en la lista de reproducción «Top 100 Music Videos United States» de YouTube Music Global Charts a partir del 1 de enero de 2023. La canción se ha utilizado en TikToks y YouTube Shorts.

## Fondo
IShowSpeed comenzó su obsesión por el fútbol después de que un fan le hiciera una donación a Speed y le preguntara quién era su jugador de fútbol favorito, a lo que él respondió: "¡Christo  [sic] Ronaldo, sewey!". Speed comenzó a jugar FIFA durante su transmisión en vivo y poco a poco se convirtió en su personaje principal, lo que lo llevó a ser invitado al partido benéfico Sidemen 2022. Speed lanzó «Ronaldo (Sewey)» antes de la copa del mundo como una canción meme usando la famosa frase «Siu» de Ronaldo. Speed lanzó «World Cup» el 4 de noviembre en honor a la Copa Mundial de la FIFA 2022.

## Créditos y personal
Créditos adaptados de Tidal.
- IShowSpeed - producción, composición, voz
- WageeBeats - producción, composición
- Joe Grasso - producción

## Listas
| Lista (2022)                                           | Mejor posición |
| ------------------------------------------------------ | -------------- |
| Países Bajos (Single Tip)                              | 1              |
| Nueva Zelanda (RMNZ)                                   | 29             |
| Suecia (Sverigetopplistan)                             | 6              |
| Reino Unido UK Singles Chart (Official Charts Company) | 52             |